# Baía de Suda

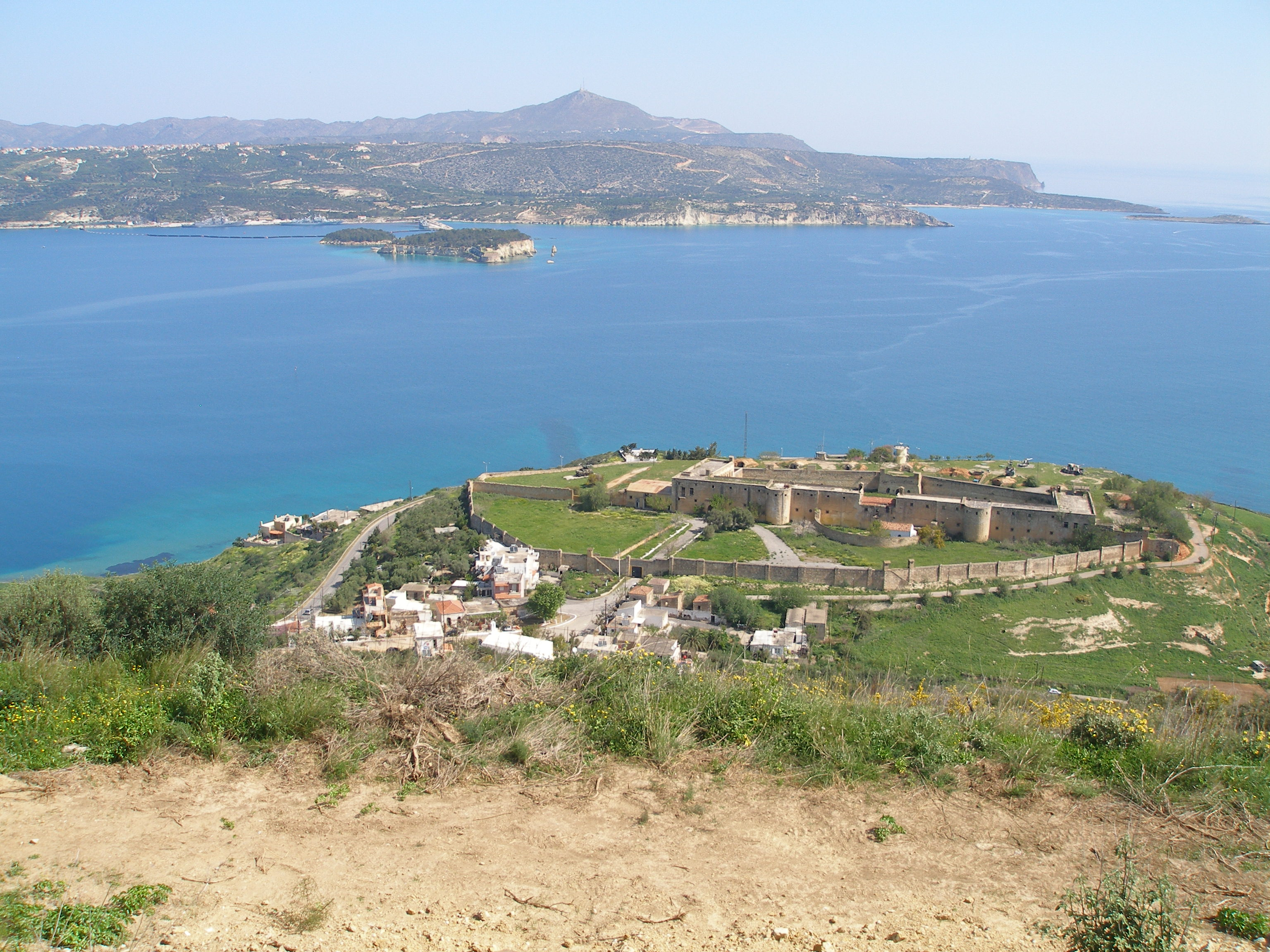
Vista de parte da entrada da baía vista da colina de Áptera; em primeiro plano: a fortaleza otomana de Itzedin, situada acima de Kalami; ao fundo: a península de Acrotíri e as ilhas de Suda e a sua vizinha Nisi

A baía de Suda (em grego: Κόλπος της Σούδας; romaniz.: Kólpos tis Soúdas) é uma baía e porto natural no noroeste da ilha de Creta, Grécia. A baía deve o seu nome à cidade de Suda, que se situa na extremidade interior (ocidental) da  baía. Tem cerca de quinze quilómetros de comprimento e entre dois e quatro quilómetros de largura, estendendo-se segundo um eixo leste-oeste, sendo limitada a norte e oeste pela península de Acrotíri, a sul pela costa de Kalives e a leste pela península de Drápano. É um dos portos naturais mais profundos do Mediterrâneo. As suas margens são constituídas por montes em ambos os lados.

## Descrição
Perto da entrada da baía, entre Acrotíri e a cidade de Kalives, há um grupo de pequenas ilhas com fortificações venezianas. A maior dessas ilhas é a de Suda. A baía tem algum potencial turístico e as vistas sobre ela são uma das atrações turísticas locais, mas à parte da zona de Kalives e das vizinhas Almírida e Plaka, não há grande oferta de alojamentos nem praias muito populares. Isso deve-se em grande medida ao facto de uma grande parte da costa norte da baía ser uma zona militar e, por isso, interdita ou frequentada sobretudo pelo pessoal ligado às instalações militares ali existentes, e ao movimento de navios mercantes no porto civil de Suda.
Nas encostas da margem sul, nomeadamente nas vizinhanças das localidades de Megala Chorafia, Kalives e Plaka, desde os primeiros anos do século XXI que se assiste a grande atividade de construção de villas de férias, que são vendidas e arrendadas sobretudo a estrangeiros, principalmente britânicos.
O principal cemitério militar aliado da ilha, desenhado pelo arquiteto Louis de Soissons, situa-se imediatamente a noroeste da cidade de Suda, junto à costa da baía, no istmo da península de Acrotíri.

### Instalações militares
Na península de Acrotíri há uma importante base do exército grego, uma base aérea, uma instalação de lançamento de mísseis (NAMFI), um estaleiro naval militar da marinha grega, e uma base naval. A base aérea partilha parte das pistas com o aeroporto civil de Chania e é usado pelas Força Aérea Grega e pela Marinha dos Estados Unidos.
A base naval é partilhada pelas marinhas grega, norte-americana e OTAN. A origem da base naval e o do estaleiro a ela associado remontam à segunda metade do século XIX, quando Creta era uma possessão otomano, tendo sido inaugurada com grande pompa pelo sultão Abdulazize em 1872. A fortaleza de Itzedin, situada na margem sul, acima de Kalami, a meio da encosta da colina de Áptera, foi construída na mesma altura para defender a entrada da baía. Deve o seu nome a um dos filhos do sultão e atualmente é uma prisão.

## História

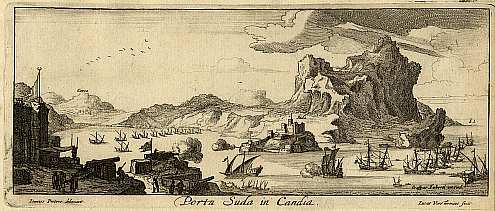
Gravura da baía de Suda de Jan Peeters, 1690

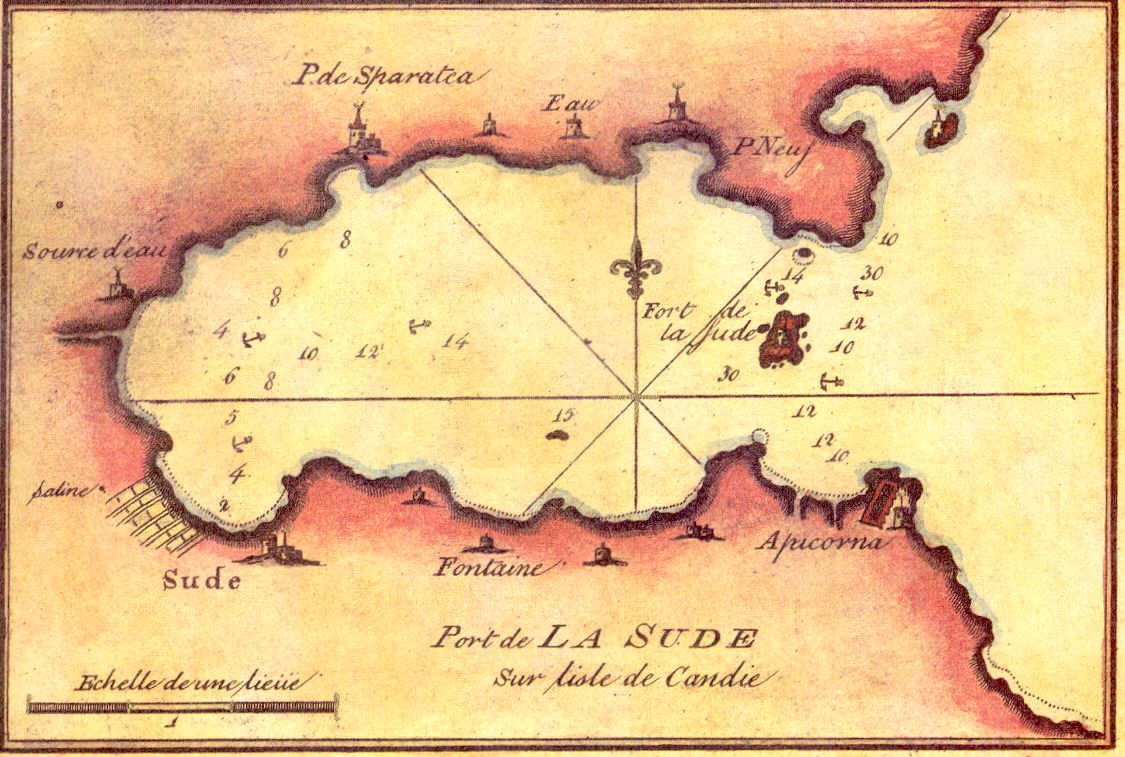
Carta náutica francesa de 1764 da baía de Suda

A baía dispõe de instalações portuárias desde a Antiguidade. A cidade de Áptera, situada no cimo de um monte na costa sul tinha dois portos na baía, um na zona de Kalives, na costa sul, e outro na zona de Maráti na costa norte. Áptera já existia no século VIII a.C., mas o seu nome é mencionado em documentos minoicos do século XVI ou XIII a.C. Durante alguns períodos foi uma das cidades mais importantes de Creta e só começou a declinar no século III d.C., embora nos primeiros tempos do período bizantino ainda tivesse alguma importância. Acabou por ser abandonada no início do século IX. Outra cidade da área com grande importância na Antiguidade foi Cidónia, a antecessora da moderna Chania, que floresceu ainda durante o período minoico e chegou a dominar a vizinha Áptera.
Na sequência da Quarta Cruzada e da tomada de Constantinopla, a República de Veneza tomou posse de Creta, chegando à área da baía em 1207. Em 1571, um força militar otomano desembarcou em Suda em causou grandes estragos em toda a área de Chania. Os venezianos fortificaram a ilha de Suda entre 1570 e 1573, a fim de proteger a área dos raides otomanos e de piratas, mas apesar disso a baía continuou infestada de piratas ao longo dos séculos XV, XVI e XVII. Quando Chania foi tomada pelos otomanos em 1645, os venezianos conseguiram manter a posse das ilhas estratégicas da baía até 1715, mais de 30 anos depois de terem perdido o controlo de Creta.[carece de fontes?] Os venezianos chamaram à baía "o olho do Reino de Creta".
Durante a vigência do semi-independente Estado de Creta (1898–1913) a área atraiu o interesse internacional, pelas suas facilidades portuárias, que foram usadas pelos navios das potências estrangeiras que asseguravam a autonomia de Creta. O primeiro alto comissário, o príncipe Jorge da Grécia, desembarcou na baía de Suda em 9 de dezembro de 1898.
Em 1913, as cerimónias que marcaram a união de Creta com a Grécia tiveram lugar na ilha de Suda. A 1 de fevereiro, a bandeira metálica otomana, o último símbolo do domínio turco, foi retirado e substituído pela bandeira grega em 1 de maio. Nessa altura foi também restaurada a capela arruinada dedicada a São Jorge.

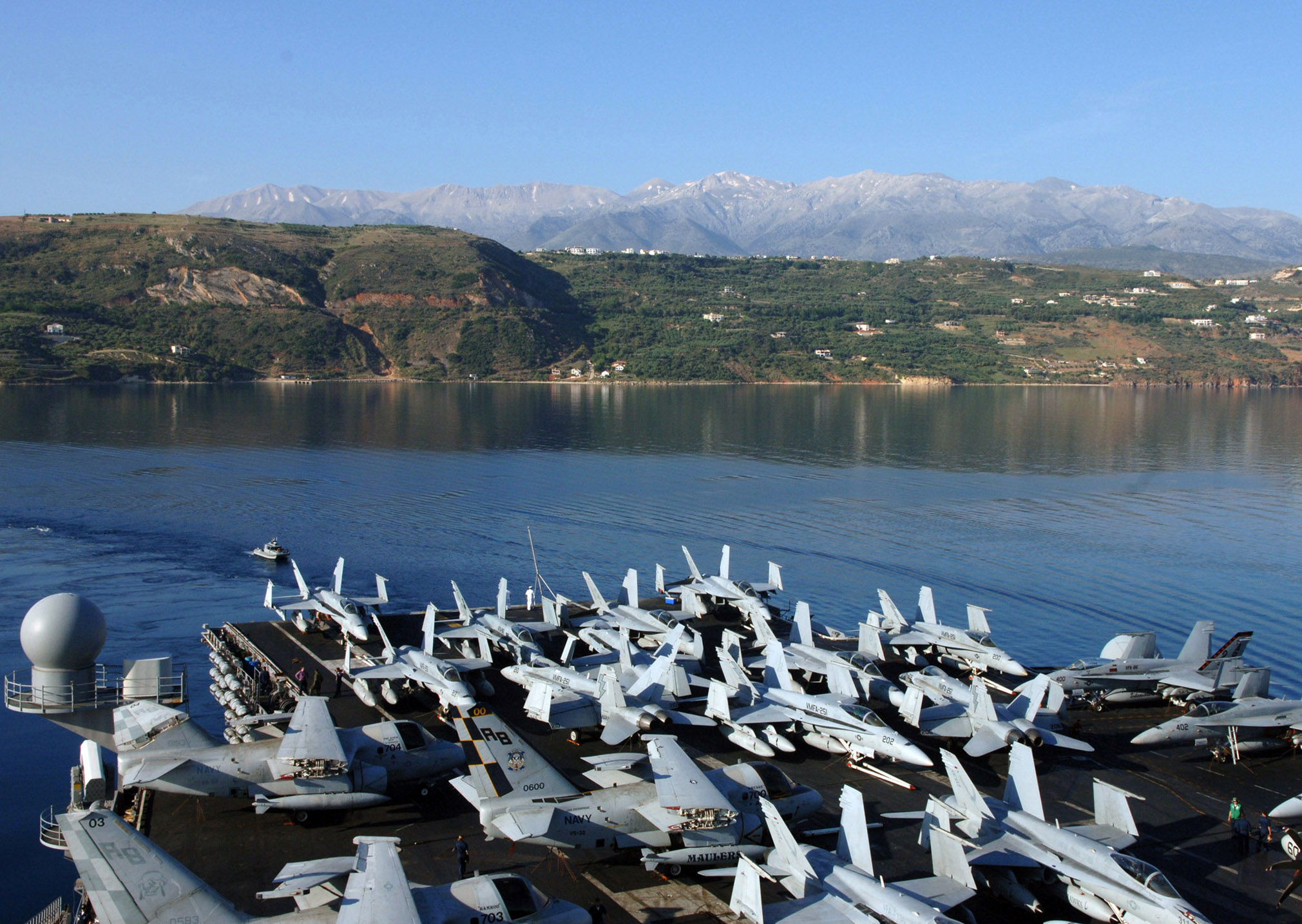
A costa sul da baía, com as Montanhas Brancas ao fundo, vista do porta-aviões norte-americano USS Enterprise, 2006

Em 1916, durante a Primeira Guerra Mundial, o transatlântico SS Minnewaska, requisitado pelo Exército Britânico para transporte de tropas, embateu numa mina colocada pelo submarino alemão SM UC-23 e foi encalhado na baía de Suda. Depois de 1923, a área foi usada como uma base do exército grego, que incluía as unidades de artilharia da 5º Divisão de Infantaria.
Durante a Segunda Guerra Mundial, a baía foi palco de dois episódios bélicos importantes. O primeiro ocorreu em 25 e 26 de março de 1941, quando a marinha italiana atacou a frota britânica estacionada na baía, inutilizando o cruzador pesado HMS York e um petroleiro. Em abril, tropas britânicas e da Commonwealth, principalmente da Austrália e Nova Zelândia, retiraram da Grécia continental e 25 000 desses soldados desembarcaram na baía de Suda. No mês seguinte começou a invasão alemã de Creta. Alguns dos combates mais importantes da chamada "Operação Merkur" ou batalha de Creta tiveram lugar nas imediações da baía de Suda, de onde as forças aliadas se viram forçadas a retirar para a região de Sfakiá, no sul de Creta, de onde foram evacuadas. Os alemães ocuparam Creta até 1945.